# LEWDNESS -Vita sexualis-
『LEWDNESS-Vita sexualis-』（ルードネス-ウィタセクスアリス-） は、株式会社ウィルプラスのブランドEmpressのアダルトゲームソフトである。
パッケージ版は2012年6月22日に発売され、ダウンロード版は同年9月28日に発売された。
なおDVDプレイヤーズゲーム版に関しては、株式会社アクラスの「アイチェリー」ブランドより2013年2月28日に発売された。
シナリオには、その手の作品では定評のある『卑影ムラサキ』を起用している。

## ストーリー
「SM禁止法」が制定され、性行為が善からぬものとされた世界で、この物語は始まる。
結婚以外で性行為をする事が法的に許されない社会において、主人公姫乃百合亜は「令嬢」と呼ばれるメイドを育成する学園という名の更生施設に通うことになる。
その「誠憐学園（せいれんがくえん）」で行われる授業は、常識では想像が付かないものばかりであった。

## 登場人物
姫乃 百合亜（ひめの ゆりあ）CV：渋谷ひめ
本作品の主人公およびヒロイン。
「SM禁止法違反」で警察に捕まり、「誠憐学園」の「令嬢」コースへ編入する事になる。
仁科 絵理（にしな えり）CV：長谷部雪奈
ボーイッシュで「ボクっ子」な女子生徒。姫乃百合亜とは同じ学校に通っていたが、以前は面識がほとんどない。
九龍 葉月（くりゅう はづき）CV：御苑生メイ
クールビューティーな女子生徒。誠憐学園の元学園会長であったが、「令嬢」コースへ編入する。
有栖（ありす）CV：青井美海
「令嬢」に仕えるメイドとして、姫乃百合亜達をサポートする謎の女性。
花園 椿（はなぞの つばき）CV：中野志乃
誠憐学園の教師。花園桔梗の双子の妹。性格はサディスト。
花園 桔梗（はなぞの ききょう）CV：中野志乃
誠憐学園の学生寮「ヘリオガバルス寮」の寮母をしているシスター。花園椿の双子の姉。性格はサディスト。
川島 美咲（かわしま みさき）CV：有賀桃
姫乃百合亜に接触する謎の女性。

## スタッフ
- 原画・キャラクターデザイン・監修 - 聖少女
- シナリオ - 卑影ムラサキ with 企画屋
- 音楽 - drops tone
- CG - 羽津樹、瀧川遼一
- 進行・ディレクター - DEN.
- プロデューサー - 回転木馬